# 青木謙一郎
青木 謙一郎（あおき けんいちろう、1930年9月19日 - 2009年2月28日）は、日本の地球科学者。専門は岩石学。理学博士。東北大学名誉教授。
1953年、熊本大学理学部地学科卒業、1959年、東北大学大学院理学研究科地学専攻博士課程修了。東北大学　理学博士 「壱岐島及び東松浦地域のアルカリ岩の岩石学的研究」。 1973年から1994年に退官するまで東北大学理学部教授。カリフォルニア大学サンディエゴ校スクリプス海洋研究所客員研究員、ニューメキシコ大学客員教授、パリ大学客員教授を務め、また、日本岩石鉱物鉱床学会会長、日本火山学会会長、日本学術会議会員を歴任した。2009年2月28日死去。

## 受賞歴
- 1998年：渡邉萬次郎賞（日本岩石鉱物鉱床学会）
- 2009年：瑞宝中綬章

## 著書
- 久城, 育夫、青木, 謙一郎、荒牧, 重雄 編『日本の火成岩』岩波書店、1989年。ISBN 4-00-005766-9。